# Porites attenuata
Porites attenuata is een rifkoralensoort uit de familie van de Poritidae. De wetenschappelijke naam van de soort is voor het eerst geldig gepubliceerd in 1955 door Nemenzo.